# 柏木佑介
柏木 佑介（かしわぎ ゆうすけ、1989年10月17日 - ）は、日本の俳優、タレントである。神奈川県出身。クラーク記念国際高等学校パフォーマンスコース出身。

## 人物
- 学生時代から舞台中心に活躍。
- 身長は172cm。
- 趣味はギター、料理など。資格はスキューバダイビングを取得している。
- 2011年放映の『鳳神ヤツルギ』にて、ローカル番組ながらテレビドラマ初主演を果たす。木更津で行われたイベントでは、スーツアクター顔負けのバック転を披露。
- 2024年3月26日、自身のニコ生チャンネルにてG-STAR.PRO退所を発表、同年4月1日よりフリーでの活動をスタートした。

## 出演

### ドラマ
- 東芝日曜劇場「ガッコの先生」（2001年10月 - 12月、TBS系） - 浜崎光輝 役
- 鳳神ヤツルギシリーズ（チバテレ） - 主演・大和タケル / ヤツルギ（声） 役
  - 鳳神ヤツルギ（2011年4月 - 6月）
  - 鳳神ヤツルギ2（2012年1月 - 3月）
- 水戸黄門第43部 第6話「海道一のじゃじゃ馬娘 -清水-」（2011年8月8日、TBS / C.A.L） - 為次 役

### 映画
- 永遠の1分。（2022年3月4日公開、曽根剛監督）- 役所の役員 役

### 舞台
- クラーク記念国際高等学校公演
  - ミュージカル「SILVER」（2005年、六行会ホール） - ダム 役
  - OINARI（2006年、六行会ホール） - 竜昨 役
  - 大江戸ロケット（2006年、六行会ホール） - 銀次郎 役
  - FANTASISTA（2007年、六行会ホール） - 神様 / プロデューサー 役
  - 夏酔夢（2007年、国立劇場）
  - 陽だまりの樹（2007年、六行会ホール） - 伊武谷万二郎 役
  - カグヤ 新竹取物語（2008年、六行会ホール） - 帝 役
- ミュージカル「グリース」（2008年、フジテレビ制作、青山劇場 / シアターBRAVA!） - ユージーン 役
- ミュージカル「SHADOW WALTZ」（2009年、桐朋学園芸術短期大学 小劇場） - 脇坂功一 役
- ミュージカル「ピンクスパイダー」（2011年、東京グローブ座）
- ミュージカル「薄桜鬼」 - 不知火匡 役
  - 斎藤一篇（2012年4月27日 - 5月8日、サンシャイン劇場）[1]
  - 沖田総司篇（2013年3月14日 - 24日、サンシャイン劇場）
  - 土方歳三篇（2013年10月2日 - 11日、日本青年館 大ホール）
  - HAKU-MYU LIVE（2014年1月4日・5日、日本青年館 大ホール）
  - 風間千景篇（2014年5月 - 6月、新神戸オリエンタル劇場 / シアター1010）
  - 藤堂平助篇（2015年1月10日 - 12日、京都劇場 / 1月17日 - 25日、六本木ブルーシアター）
  - 新選組奇譚（2016年1月4日 - 11日、天王洲銀河劇場 / 1月15日 - 17日、大阪メルパルクホール）
  - HAKU-MYU LIVE2（2016年8月12日・13日、京都劇場 / 8月16日・17日、Zepp Divercity）
  - 原田左之助篇（2017年4月14日 - 16日、梅田芸術劇場 シアター・ドラマシティ / 4月26日 - 30日、AiiA 2.5 Theater Tokyo）
- BANANA FISH（2012年10月24日 - 11月4日、六行会ホール） - ショーター・ウォン 役
- 翠組 midori-gumi 第4回公演「ぼうずキッチン」（2012年12月25日 - 30日、シアターグリーン BOX in BOX THEATER）
- Life pathfinder 2013 The Fate of…（2013年7月20日 - 21日・23日 - 29日、吉祥寺シアター）
- 少年社中 15周年記念第三弾・第28回公演「贋作・好色一代男」（2014年2月4日  - 11日、紀伊國屋ホール） - 利佐 役
- BROTHERS CONFLICT - 侑介 役
  - -BROTHERS ON STAGE!-（2014年6月20日 - 29日、シアターサンモール）
  - -BR-OTHERS ON STAGE! 2-（2015年3月4日 - 9日、紀伊國屋サザンシアター）
  - -BROTHERS ON STAGE!- 再演（2015年4月8日 - 19日、シアターサンモール / 4月22日 - 24日、松下IMPホール）
  - -BROTHERS ON STAGE! 3- THE FINAL（2016年7月6日 - 13日、全労済ホール スペース・ゼロ / 7月16日 - 18日、松下IMPホール）
- IKEMEN COOKING BATTLE 夏だ! 納涼祭だ! ビーチリゾートだ!（2014年8月30日　 - 31日）
- SOLID STAR プロデュースVol.2「ヨビコー!」（2014年10月22日 - 26日、六行会ホール）
- HYBRID PRJECT - 北村&キタムラ 役
  - Vol.13【Nouvell Vague】（2015年7月1日 - 5日、銀座博品館劇場）
  - Vol.14 RANPO chronicle【虚構のペルソナ】（2016年11月9日 - 13日、シアターサンモール）
- 「天国の脚本家 冴嶋コーキ」
  - 〜私の脚本で、もう一度人生をやり直してみませんか〜（2015年9月3日 - 6日、上野ストアハウス） - 上杉&ホセ 役
  - 〜袖振り合うも多生の宴〜（2017年10月18日 - 22日、銀座 博品館劇場）森一平 役
- ヒストリーズ・ジャパン（2015年10月22日 - 25日、新宿モリエール） - 桓武天皇 役 ほか
- オトメステージVol.3「マフィアモーレ☆」（2016年2月3日 - 7日、新宿村LIVE） - マエストロ 役
- グラファーvol.2（2016年4月20日 - 24日、上野ストアハウス） - アルファ 役
- おそ松さん on STAGE 〜SIX MEN'S SHOW TIME〜シリーズ - カラ松 役
  - おそ松さん on STAGE 〜SIX MEN'S SHOW TIME〜（2016年9月29日 - 10月3日、梅田芸術劇場 シアタードラマシティ / 10月13日 - 23日、Zeppブルーシアター六本木）
  - STAGE FES 2017-2018（2017年12月31日、大宮ソニックシティ 大ホール）
  - おそ松さん on STAGE 〜SIX MEN'S SHOW TIME 2〜（2018年2月23日 - 26日、梅田芸術劇場 メインホール / 3月1日 - 11日、TOKYO DOME CITY HALL）
  - スペシャルイベント「おそ松さん on STAGE ～SIX MEN'S FESTIVAL～」（2018年3月25日、パシフィコ横浜 国立大ホール）
  - 喜劇「おそ松さん」（2018年11月15日 - 20日、日本青年館ホール / 11月23日 - 25日、京都劇場）
  - STAGE FES 2018-2019（2018年12月31日、大宮ソニックシティ 大ホール）
  - おそ松さん on STAGE ～SIX MEN'S SHOW TIME 3～（2019年11月21日 - 24日、あましんアルカイックホール / 11月28日 - 12月8日、舞浜アンフィシアター）
  - STAGE FES 2019-2020（2019年12月31日、大宮ソニックシティ 大ホール）※二部のみ
  - 喜劇「おそ松さん」其の2（2020年）※公演中止
- HYBRID PROJECT Vol.14　RANPO chronicle「虚構のペルソナ」（2016年11月9日 - 13日、シアターサンモール）
- VSクリスマス（2016年12月21日 - 25日、新宿シアターモリエール）
- TOU-JYUKAI-DEN-はっぴぃはっぴぃどりーみんぐ（2017年1月29日 - 2月7日、全労済ホール スペース・ゼロ / 2月18日・19日、近鉄アート館） - 秘色 役
- 黒薔薇アリス（2017年5月12日 - 21日） - 玲二 役[2]
- 止まれない12人（2017年8月30日 - 9月3日、シアターサンモール）
- ウィズステージVol.4「結ひの忍」（2017年11月23日 - 26日、六行会ホール） - 本鮪麻世（ツナマヨ）役
- 音楽朗読劇「ジキルVSハイド」（2018年3月21日、TOKYO FMホール） - ジキル博士／ハイド氏 役
- 朗読劇「メイクヒーロー DMM VR THEATER Version」（2018年4月3日 - 8日、DMM VR THEATER）
- ナイスコンプレックス「YAhHoo!!!!」 - ヤンスケ 役
  - ナイスコンプレックス N29（2018年4月25日 - 29日、シアターグリーン BIG TREE THEATER）
  - ナイスコンプレックス N30 フリーカル（2019年9月7日 - 8日、チームスマイル・いわきPIT / 2019年9月12日 - 16日、新宿村LIVE）
  - ナイスコンプレックス N32 フリーカル 2021（2021年6月4日 - 6日、シアターサンモール / 6月12日 - 13日、チームスマイル・いわきPIT）
- 少年社中 20周年記念第二弾・第34回公演「MAPS」（2018年5月31日 - 6月12日、紀伊國屋ホール / 6月22日 - 24日、ABCホール） - チーフアシスタント 役
- 朗読で描く海外名作シリーズ 音楽朗読劇「シラノ」（2018年8月13日、TOKYO FM HALL） - シラノ 役
- あなたも知らない舞台裏（2018年8月15日 - 19日、新宿村LIVE） - 呉原佑太 役
- 劇団シャイニング from うたの☆プリンスさまっ♪『ポラリス』（2018年9月13日 - 23日、AiiA 2.5 Theater Tokyo / 10月5日 - 8日、梅田芸術劇場 シアター・ドラマシティ） - レグスター・サクラバ 役
- 銀岩塩
  - Vol.3 LIVE ENTERTAINMENT「『神ノ牙-JINGA-転生』～消えるのは俺じゃない、世界だ。～」（2019年1月14日、天王洲 銀河劇場） - 日替わりゲスト
  - Vol.5 FUSIONICAL STAGE「ABSO-METAL2～群盲の逆襲～」（2021年2月10日 - 14日、こくみん共済 coop ホール/スペース・ゼロ） - モンク 役
- OUT OF FOCUS!（2019年2月9日 - 17日、シアターサンモール） - 安納ポテ男 役
- りさ子のガチ恋♡俳優沼（2019年4月19日 - 29日、新宿シアターモリエール） - 翔太 役
- 信長の野望・大志 夢幻 ～本能寺の変～（2019年5月18日、戸田市文化会館 / 5月21日 - 26日、シアター1010） - 鈴木重秀（雑賀孫一）役
- toshiLOG vol.3 舞台「ZERO 公安警察特殊部隊『霧組』」（2019年6月12日 - 16日、六行会ホール） - シックス／常盤陽介 役
- アオアシ（2019年7月11日 - 15日、シアター1010） - 大友栄作 役
- フォトシネマ朗読劇「HARAJUKU～天使がくれた七日間～」（2019年7月26日 - 27日、R'sアートコート）
- 誰ガ為のアルケミスト 舞台版『聖石の追憶』〜闇ヲ見つめる者〜（2019年9月26日 - 29日、博品館劇場） - クウザ 役
  - 舞台版 誰ガ為のアルケミスト 〜聖ガ剣、十ノ戒〜（2020年3月13日 - 22日、オンライン配信） - ゼクス 役
- ゲーム連動型舞台「SHINOBI NOW!!」（2020年1月29日 - 2月2日、IMAホール） - 楯岡熊乃助 役
- スマホ連動“ヒロイン体験 朗読劇”『特別捜査 密着24時』from 100シーンの恋＋（2020年7月4日、R'sアートコート） - 天王寺豊 役
- ドラマリーディング「お魚は無呼吸でも死なない」（2020年9月30日 - 10月1日・3日 - 4日、六本木トリコロールシアター）
- This is 大奥（2021年4月22日 - 25日、ヒューリックホール東京） - クラノジョウ 役
- WORLD〜Change The Sky〜（2021年6月27日 - 7月4日、なかのZERO 大ホール） - 葛城要人 役
- こんとらいぶ『区立すーぱーうるとらスゲェふぁいやーこんと小学校 えくすとら』（2021年8月24日 - 29日、シアターサンモール）
- Cooch 2021公演「In the womb」（2021年10月30日 - 31日、GARDEN 新木場FACTORY）
- KHET produce「ゆがんだめんめん」（2021年11月24日 - 28日、六行会ホール）
- 歌劇『桜蘭高校ホスト部』（2022年1月15日 - 23日、天王洲 銀河劇場 / 1月29日 - 30日、メルパルクホール大阪）- 九瀬猛 役
- ナイスコンプレックス N33「『ゲズントハイト』～お元気で～」（2022年2月17日 - 20日、東京芸術劇場 シアターウエスト） - 医者 役
- 舞台 魁!!男塾（2022年10月7日 - 11日、渋谷区文化総合センター大和田 伝承ホール）- 富樫源次 役[3]
- しんみゅ 幕末歌劇 新選組 ～土方・藤堂の篇～（2023年1月14日 - 15日、四日市市文化会館 / 2月6日 - 2月12日、草月ホール） - 原田左之助 役（海チーム）[4]
- 仁義なき幕末 -令和激闘篇-（2023年4月27日 - 5月7日、サンシャイン劇場 / 5月18日 - 21日、梅田芸術劇場 シアター・ドラマシティ） - 若松総太郎 役[5]
- 異説・狂人日記（2023年7月12日 - 16日、CBGKシブゲキ!!） （受容）センセ 役 / （拒絶）女 役[6]
  - 異説・狂人日記 再演（2025年7月3日 - 13日、三越劇場）[7]
- ネリネの咲く頃（2023年10月25日 - 29日、シアターグリーンBASE THEATER） - 内藤澪次 役
- 恐竜ラボ！ キングオブハンターズ（2023年11月3日 -　） - 博士 役
  - （2024年12月13日 - ）
- NAIKON_AID2024 F/T朗読劇「ナイスコンプレックス」 トークステージ「スナックキムラ」（2024年2月3日 - 4日、溝ノ口劇場） - 2月4日に出演
- こずひろプロデュース第１回公演「硝子の獣」（2024年3月27日 - 31日、赤坂REDシアター） - 友崎敦也 役
- DINO-SAFARI 2024（2024年4月26日 - 5月6日予定、渋谷ヒカリエ9階ヒカリエホール） - リック 役 ［ナビゲーター（サファリガイド）］ ※中村麻里子とのWキャスト
- 横浜キョンシーRENDEZ-VOUS（2024年5月29日 - 6月2日予定、六行会ホール）
- lololo～Monster kingdom～（2024年8月14日 - 8月18日、せんがわ劇場）
- Gakken 『「5分後に意外な結末」The Stage』（2024年12月7日 - 8日、Hall Mixa）

### 配信
- あつまれっ!炎のモルックリーグ!（2021年9月1日、U-NEXT）全2回[8]
- ヘイトバブル-女だらけの悪徳企業で成り上がり!?-（2025年1月21日、FANY :D）- 山岡太郎 役

### 生配信
- 柏木佑介のスーパーチャンネル「柏木佑介のオタスケknight!」

### その他
- ポケモンパン CM（2003年）
- ウォーターシューター・ペンタイプ CM
- カンコー学生服「学生服　試着室編」 CM（2004年）
- モスバーガー CM（2009年）
- ニンテンドー3DS「ドラゴンクエストX オンラインCM~カフェ篇~」（2014年）
- ラフラフ！-laugh life-（2019年 - 2020年） - 囃子祥真 役[9]

## ディスコグラフィ

### キャラクターソング
| 発売日        | 商品名                             | 歌                              | 楽曲             | 備考                             |
| ------------- | ---------------------------------- | ------------------------------- | ---------------- | -------------------------------- |
| 2019年7月3日  | ラフラフ！-laugh life- 1st Round   | Geraxy                          | 「Diamond」      | 『ラフラフ！-laugh life-』関連曲 |
| 2020年12月2日 | ラフラフ！-Laugh Life- Final Round | Geraxy、Ridiculs、Corner Craver | 「Laugh or Die」 | 『ラフラフ！-laugh life-』関連曲 |

### ユニットメンバー
1. 1 2  囃子祥真（柏木佑介）、越智遊太（小笠原仁）、akari（土岐隼一）、nori（山本匠馬）
2. ↑  大根珠輝（逢坂良太）、伊田みつば（柿原徹也）、棒野大輝（小花井優）、潰詠醐（森久保祥太郎）、透歩人（小野友樹）
3. ↑  都梨クロード＝ミシェル燿（KENN）、繋木燐太朗（近藤隆）、有川椿（上村祐翔）、間倉辰巳（豊永利行）、株瀬虎之介（山本颯侍）、上潟銘星（津田健次郎）、三桐白（永塚拓馬）